# Никольская церковь (Большая Ржакса)
Никольская церковь – православный храм Уваровской епархии РПЦ в селе Большая Ржакса Ржаксинского района Тамбовской области. Старейшая и единственная сохранившаяся дореволюционная церковь на территории района.

## История
Деревянная холодная однопрестольная церковь была построена на средства прихожан в 1773 году, современная каменная – в 1899–1911 годах. Освещена в 1911 году. Церковь представляет собой четырёхстолпную трёхапсидную однокупольную постройку эклектичной архитектуры с колокольней. Украшена богатым декором. До 1917 года работали женская церковно-приходская школа, мужская земская школа (обе одноклассные) и библиотека. В церкви хранились метрические книги с 1800 года. В штате состояли священник, диакон и псаломщик. 
Какое-то время после 1917 года храм действовал. В 1927 году был закрыт и переоборудован под зернохранилище. Также здесь находилась мастерская, в которой ремонтировали тракторы и автомобили. В результате этого внутренний интерьер церкви был полностью уничтожен. Долгое время храм находился в полуразрушенном состоянии. В 1987 году здание было включено в реестр объектов культурного наследия регионального значения Тамбовской области. В 1992 году церковь возвращена верующим, начались работы по восстановлению. 26 декабря 2012 года приход включен в состав новообразованной Уваровской епархии. В настоящее время Никольская церковь восстановлена, в ней проходят регулярные богослужения. В церкви два престола: главный – в честь святителя Николая Чудотворца и придел в честь иконы Божией Матери «Достойно есть».